# Saison 4 de This Is Us
Chronologie
Saison 3 Saison 5
Cet article présente le guide des épisodes de la quatrième saison de la série télévisée américaine This Is Us.

## Généralités
- Aux États-Unis, la saison est diffusée à partir du 24 septembre 2019 sur le réseau NBC.
- Au Canada, la saison est diffusée en simultané sur le réseau CTV.
- En France, les épisodes sont diffusés en VOSTFr sur Canal+ Séries le dimanche suivant leur diffusion américaine.

## Distribution

### Acteurs principaux
Adultes
- Milo Ventimiglia (VF : Rémi Bichet) : Jack Pearson
- Mandy Moore (VF : Aurore Bonjour) : Rebecca Pearson
- Sterling K. Brown (VF : Eilias Changuel) : Randall Pearson
- Chrissy Metz (VF : Véronique Alycia) : Kate Pearson
- Justin Hartley (VF : Martial Le Minoux) : Kevin Pearson
- Susan Kelechi Watson (VF : Céline Ronté) : Beth Pearson
- Chris Sullivan (VF : Pascal Casanova) : Toby
- Jon Huertas (VF : Serge Faliu) : Miguel
- Griffin Dunne[1] (VF : Thierry Wermuth) : Nicholas « Nicky » Pearson

Adolescents
- Hannah Zeile (VF : Lisa Caruso) : Kate Pearson
- Niles Fitch (VF : Thomas Montero) : Randall Pearson
- Logan Shroyer (VF : Gwenael Sommier) : Kevin Pearson
- Lyric Ross (VF : Aurélie Konaté) : Déjà Pearson
- Asante Blackk (en) : Malik Hodges[2]

Enfants
- Faithe Herman (VF : Lila Lacombe) : Annie Pearson
- Eris Baker (VF : Lola Krellenstein) : Tess Pearson
- Mackenzie Hancsicsak (VF : Lisa Caruso) : Kate Pearson
- Parker Bates (VF : Gwenaelle Jegou) : Kevin Pearson
- Lonnie Chavis (VF : Kaycie Chase) : Randall Pearson

### Acteurs récurrents
- Tim Jo (en) (VF : Augustin Bonhomme) : Jae-Won Yoo
- Caitlin Thompson (VF : Christèle Billault) : Madison
- Jennifer Morrison (VF : Cathy Diraison) : Cassidy Sharp[3] (épisodes 1 à 8)
- Austin Abrams (VF : Maxime Baudouin) : Marc, le petit-ami de Kate adolescente[4] (5 épisodes)

### Invités
- Blake Stadnik (VF : Juan Llorca) : Jack Damon, le fils de Toby et Kate (épisodes 1, 9, 15 et 18)
- Nick Wechsler[5] (VF : Stéphane Pouplard) : Ryan Sharp (épisodes 1, 5 et 8)
- Tim Matheson (VF : Gabriel Le Doze) : Dave Malone, le père de Rebecca[6] (épisodes 1 et 6)
- Omar Epps : Darnell Hodges, le père de Malik (épisodes 1, 7 et 11)
- Marsha Stephanie Blake (en)[5] (VF : Marie Bouvier) : Kelly Hodges, la mère de Malik (épisodes 1 et 7)
- Auden Thornton (en)[5] : Lucy, la femme de Jack (épisodes 1, 9 et 18)
- Bahara Golestan[5] : Dr Asmaan (épisode 1)
- Julian Silva[5] : Jonny (épisode 1)
- M. Night Shyamalan[5] : lui-même (épisodes 2 et 12)
- Timothy Omundson[5] (VF : Arnaud Arbessier) : Gregory, le voisin de Kate et Toby (épisodes 3, 4, 8 et 13)
- Sophia Bush (VF : Caroline Victoria) : Lizzy[7] (épisode 10)
- Pamela Adlon (VF : Delphine Braillon) : Dr Leigh[7] (épisodes 15 et 17)
- Dave Annable (VF : Pascal Nowak) : Kirby[8] (épisode 16)
- Adelaide Kane (VF : Victoria Grosbois) : Haley Damon (épisode 18)

## Épisodes

### Épisode 1:Destins croisés
- États-Unis /  Canada : 24 septembre 2019 sur NBC / CTV
- France :
  - 29 septembre 2019 sur Canal+ Séries (en VOSTFr)
  - 5 janvier 2020 sur Canal+ Séries (en VF)
  - 25 février 2021 sur M6 (en clair)

- États-Unis : 7,88 millions de téléspectateurs (première diffusion)
- France : 1,172 million de téléspectateurs (M6 / 5,1 %)[9]

L'épisode, dans le passé, nous amène à la première rencontre entre Jack et les parents de Rebecca. Ceux-ci dînent dans un restaurant chic avec leurs meilleurs amis. Mais Jack ne possède pas de costume sur mesure. En allant acheter une veste, il rencontre Miguel, à cette époque vendeur, qui accepte de lui prêter une veste. Au restaurant, il se retrouve très mal à l'aise dans ce monde de riches qu'il ne connaît pas et son futur beau-père qui ne pense pas qu'il soit un bon parti pour sa fille, lui promet de tout faire pour les séparer. Jack et Rebecca partent ensuite dans un autre restaurant. 
Dans le présent, la fratrie fête son anniversaire. Randall et ses filles viennent d'arriver à Philadelphie avec Déjà. Celle-ci, au cours d'un barbecue de quartier, rencontre Malik, un jeune garçon afro-américain de seize ans qui vit avec sa mère, femme d'affaires, son père, un mécanicien qui travaille avec lui, et sa fille. 
Dans le même temps, Kevin reçoit un message. Il doit chercher Nicky, son oncle qui a brisé la vitre d'une salle réservée aux vétérans de l'armée. Parmi eux, il y avait Cassidy, une jeune femme revenue de la guerre, qui a du mal à évacuer le traumatisme connu au cours de la guerre pour vivre avec son mari et son fils.
- Les versions adolescente et enfant de la fratrie n'apparaissent pas dans cet épisode. La version adulte, Miguel, Toby, Déjà, Tess, Annie et Beth n'apparaissent que quelques minutes. Beth et ses filles n'ont pas de dialogue.
- Jennifer Morrison et Omar Epps ont tous les deux joué dans Dr House, mais ici ils ne partagent aucune scène.

### Épisode 2:Nouvelle journée à la piscine
- États-Unis /  Canada : 1er octobre 2019 sur NBC / CTV
- France :
  - 6 octobre 2019 sur Canal+ Séries (en VOSTFr)
  - 5 janvier 2020 sur Canal+ Séries (en VF)
  - 25 février 2021 sur M6 (en clair)

- États-Unis : 7,44 millions de téléspectateurs (première diffusion)
- France : 939 000 téléspectateurs (M6 / 4,8 %) [9]

- Les adolescents de la fratrie n'apparaissent pas dans cet épisode.

### Épisode 3:Perte de contrôle
- États-Unis /  Canada : 8 octobre 2019 sur NBC / CTV
- France :
  - 13 octobre 2019 sur Canal+ Séries (en VOSTFr)
  - 12 janvier 2020 sur Canal+ Séries (en VF)
  - 25 février 2021 sur M6 (en clair)

- États-Unis : 7,25 millions de téléspectateurs (première diffusion)
- France : 853 000 téléspectateurs (M6 / 6,4 %) [9]

- La version adolescente de la fratrie n'apparait pas dans cet épisode.

### Épisode 4:La Force d'une décision
- États-Unis /  Canada : 15 octobre 2019 sur NBC / CTV
- France :
  - 20 octobre 2019 sur Canal+ Séries (en VOSTFr)
  - 12 janvier 2020 sur Canal+ Séries (en VF)
  - 4 mars 2021 sur M6 (en clair)

- États-Unis : 6,72 millions de téléspectateurs (première diffusion)
- France : 1,033 million de téléspectateurs (M6 / 4,5 %)[10]

- Phylicia Rashad : Carol Clark
- Austin Abrams : Marc

Dans le passé, Rebecca part rendre visite à Randall à l'université. Alors qu'il connaît son premier baiser avec Beth, Rebecca et Carol (la mère de Beth) sympathisent. Dans le même temps, Kate se rend chez le disquaire afin d'acheter des disques et elle rencontre un garçon, Marc, qui lui permet de décrocher un emploi. Au retour, Kate et Rebecca apprennent, par un message sur le répondeur, que Kevin s'est marié avec Sophie.
- Miguel et la version enfant de la fratrie n'apparaissent pas dans cet épisode.

### Épisode 5:Repas de fête
- États-Unis /  Canada : 22 octobre 2019 sur NBC / CTV
- France :
  - 27 octobre 2019 sur Canal+ Séries (en VOSTFr)
  - 19 janvier 2020 sur Canal+ Séries (en VF)
  - 4 mars 2021 sur M6 (en clair)

- États-Unis : 7,06 millions de téléspectateurs (première diffusion)
- France : 872 000 téléspectateurs (M6 / 4,5 %)[10]

- Peter Onorati : Stanley
- Ron Cephas Jones : William

L'épisode est présenté comme un dîner avec les scènes qui l'agrémentent en fonction du plat ou de la boisson servi. Dans le passé, Jack et Rebecca fêtent leur première nuit d'amour dans leur nouvelle maison. Jack construit une table, mais les lasagnes brûlent et la venue d'un oiseau l'effraie. Rebecca se souvient de cet incident des années plus tard quand elle et Miguel fêtent la première nuit des Pearson dans leur nouvel appartement, en présence de se ses trois enfants et de leurs conjoints respectifs. Kevin a épousé Sophie, ce qui déplaît à Kate, mais son petit ami Marc vient lui rendre visite. Randall est venu avec Beth, et prend en note tout ce qui doit être réparé, ce qui permet déjà à Beth de remarquer son besoin de tout contrôler et d'en faire trop.
- Annie, Malik et la version enfant de Kate sont absents de l'épisode.

### Épisode 6:Bienvenue au club
- États-Unis /  Canada : 29 octobre 2019 sur NBC / CTV
- France :
  - 3 novembre 2019 sur Canal+ Séries (en VOSTFr)
  - 19 janvier 2020 sur Canal+ Séries (en VF)
  - 4 mars 2021 sur M6 (en clair)

- États-Unis : 6,76 millions de téléspectateurs (première diffusion)

- Annie, Malik , Tess, Beth, Déjà et les versions enfant et adolescente de Kate et de Kevin sont absents de l'épisode. Miguel est également absent, mais il est évoqué.

### Épisode 7:Dîner sans connivence
- États-Unis /  Canada : 5 novembre 2019 sur NBC / CTV
- France :
  - 10 novembre 2019 sur Canal+ Séries (en VOSTFr)
  - 26 janvier 2020 sur Canal+ Séries (en VF)
  - 4 mars 2021 sur M6 (en clair)

- États-Unis : 6,72 millions de téléspectateurs (première diffusion)

- Kevin, Kate, Toby, Nicky, Miguel et les versions adolescentes sont absents de l'épisode.

### Épisode 8:Mauvais timing
- États-Unis /  Canada : 12 novembre 2019 sur NBC / CTV
- France :
  - 17 novembre 2019 sur Canal+ Séries (en VOSTFr)
  - 26 janvier 2020 sur Canal+ Séries (en VF)
  - 4 mars 2021 sur M6 (en clair)

- États-Unis : 7,10 millions de téléspectateurs (première diffusion)

- Les versions enfants et la version adolescente de Kevin sont absents de l'épisode.

### Épisode 9:Traditionnel thanksgiving
- États-Unis /  Canada : 19 novembre 2019 sur NBC / CTV
- France :
  - 24 novembre 2019 sur Canal+ Séries (en VOSTFr)
  - 2 février 2020 sur Canal+ Séries (en VF)
  - 11 mars 2021 sur M6 (en clair)

- États-Unis : 7,30 millions de téléspectateurs (première diffusion)
- France : 924 000 téléspectateurs (M6 / 4,0 %)[11]

- Malik, et les versions enfants et adolescentes sont absents de l'épisode.

### Épisode 10:Trop bien pour lui
- États-Unis /  Canada : 14 janvier 2020 sur NBC / CTV
- France :
  - 19 janvier 2020 sur Canal+ Séries (en VOSTFr)
  - 11 mars 2021 sur M6 (en clair)

- États-Unis : 6,71 millions de téléspectateurs (première diffusion)
- France : 794 000 téléspectateurs (M6 / 3,9 %)[11]

### Épisode 11:Semaine d'enfer, 1ere partie
- États-Unis /  Canada : 21 janvier 2020 sur NBC / CTV
- France :
  - 26 janvier 2020 sur Canal+ Séries (en VOSTFr)
  - 11 mars 2021 sur M6 (en clair)

- États-Unis : 6,59 millions de téléspectateurs (première diffusion)

### Épisode 12:Semaine d'enfer, 2e partie
- États-Unis /  Canada : 28 janvier 2020 sur NBC / CTV
- France :
  - 2 février 2020 sur Canal+ Séries (en VOSTFr)
  - 11 mars 2021 sur M6 (en clair)

- États-Unis : 6,42 millions de téléspectateurs (première diffusion)

Dans le passé, Jack console Kevin comme il le peut parce qu'il a perdu sa peluche. 

### Épisode 13:Semaine d'enfer, 3e partie
- États-Unis /  Canada : 11 février 2020 sur NBC / CTV
- France :
  - 16 février 2020 sur Canal+ Séries (en VOSTFr)
  - 11 mars 2021 sur M6 (en clair)

- États-Unis : 6,40 millions de téléspectateurs (première diffusion)

### Épisode 14:Souvenirs intemporels
- États-Unis /  Canada : 18 février 2020 sur NBC / CTV
- France :
  - 23 février 2020 sur Canal+ Séries (en VOSTFr)
  - 18 mars 2021 sur M6 (en clair)

- États-Unis : 6,46 millions de téléspectateurs (première diffusion)
- France : 998 000 téléspectateurs (M6 / 4,2 %)[12]

### Épisode 15:Carpe Diem
- États-Unis /  Canada : 25 février 2020 sur NBC / CTV
- France :
  - 2020 sur Canal+ Séries (en VOSTFr)
  - 18 mars 2021 sur M6 (en clair)

- États-Unis : 6,98 millions de téléspectateurs (première diffusion)
- France : 772 000 téléspectateurs (M6 / 3,7 %)[12]

### Épisode 16:New York, New York, New York
- États-Unis /  Canada : 10 mars 2020 sur NBC / CTV
- France :
  - mars 2020 sur Canal+ Séries (en VOSTFr)
  - 18 mars 2021 sur M6 (en clair)

- États-Unis : 5,62 millions de téléspectateurs (première diffusion)

L'épisode s'articule autour de plusieurs visites de New York de la famille Pearson.
Dans son enfance, Rebecca s'était rendue au MET, où elle avait été captivée par une femme qui était restée des heures à contempler le tableau Madame X de John Singer Sargent, et s'était imaginée à sa place des années plus tard. 
Des années plus tard, les Pearson passent la journée à New York, décidés à accorder à chacun son moment privilégié : Kevin veut visiter un grand magasin de jouets comme dans le film Maman, j'ai encore raté l'avion, dont il est un grand fan ; Kate veut prendre un goûter dans un salon de thé, Randall veut visiter le musée d'histoire naturelle, et Rebecca veut retourner au MET voir son tableau. Ils se perdent dans le Queens, ce qui retarde le planning, et Rebecca n'a pas le temps de se rendre au musée. Pour la consoler, Jack leur offre à tous une promenade en carriole. 
Alors que les Pearson sont adolescents, Rebecca, Randall, Beth et Sophie assistent à la pièce de théâtre de Kevin, qui s'est lancé dans une carrière d'acteur. Il tente de mettre en couple son professeur de théâtre Kirby et sa mère, et les deux adultes entament une promenade dans Central Park, mais le souvenir de Jack est encore trop vivace dans l'esprit de Rebecca, qui laisse finalement Kirby tout seul et repart. 

### Épisode 17:Et si...
- États-Unis /  Canada : 17 mars 2020 sur NBC / CTV
- France :
  - mars 2020 sur Canal+ Séries (en VOSTFr)
  - 18 mars 2021 sur M6 (en clair)

- États-Unis : 7,07 millions de téléspectateurs (première diffusion)

Cet épisode présente la particularité de montrer ce qui serait arrivé si Jack avait survécu à l'incendie. 
La thérapeute de Randall lui demande d'imaginer un scénario dans lequel il convainc son père de ne pas retourner dans la maison en flammes. Dans le premier cas, Jack survit et prend bien le fait que Rebecca connaisse le père biologique de son fils. Il l'accompagne chez William, permettant à Randall d'avoir une relation bien plus tôt avec son père biologique. Randall part tout de même à Carnegie Mellon pour se rapprocher de William et rencontre Beth qui l'encourage à pardonner à Rebecca. Jack porte un toast au mariage de Randall et Beth auquel William assiste. Grâce à Jack, William guérit de son addiction à l'héroïne, et Randall parvient à le sauver de son cancer de l'estomac, ce qui lui permet d'être présent tout au long de la vie d'adulte de Randall.
La thérapeute fait toutefois remarquer à Randall qu'un monde où tout est parfait serait totalement illusoire, et lui demande d'imaginer un scénario où la situation serait la pire possible. 
Dans le deuxième scénario, Jack prend mal le fait que Rebecca lui ait caché des secrets à propos de William, ce qui brise leur couple et les éloigne, même s'ils restent mariés pour leurs enfants. Lorsque Randall décide de le rencontrer, William renie son fils et décède peu de temps après, déclenchant l'amertume de Randall, qui s'éloigne de sa famille. La vie de la fratrie est profondément changée. Kate ne se marie pas avec Toby, elle a deux jumelles issues de son union avec un autre homme. Kevin a épousé Sophie, mais il ne s'est pas lancé dans le théâtre. Il a fondé une entreprise de construction avec Jack. Randall est un professeur d'université célibataire qui enchaîne les relations sans lendemain et qui s'est détaché des siens. Jack lui apprend par téléphone que Rebecca est malade et il reçoit un paquet contenant des informations sur William, qu'il finit par jeter à la poubelle. 

### Épisode 18:Destins croisés deuxième partie
- États-Unis /  Canada : 24 mars 2020 sur NBC / CTV
- France :
  - mars 2020 sur Canal+ Séries (en VOSTFr)
  - 18 mars 2021 sur M6 (en clair)

- États-Unis : 7,85 millions de téléspectateurs (première diffusion)

Dans le passé, Jack et Rebecca célèbrent le premier anniversaire des enfants, ainsi que celui de Jack, mais ils ont du mal à se remettre de la perte de Kyle et se tournent vers le docteur K pour des conseils. 
Dans le présent, toute la famille se réunit pour le premier anniversaire de Jack Jr. qui coïncide avec la première année de sobriété de Kevin. Le jeune homme comprend que Randall a poussé Rebecca à changer d'avis pour intégrer le protocole médical et les deux se disputent violemment, chacun allant à insulter l'autre et critiquer son mode de vie. Miguel soutient Rebecca du mieux qu'il peut tandis que Toby et Kate font une surprise à leur fils. Madison apprend à Kévin qu'elle est enceinte de lui, et qu'elle attend des jumeaux. Encore ébranlé par sa dispute avec Randall, Kévin promet à Madison de lui apporter tout son soutien et de faire son possible pour être un bon père.

## Audiences aux États-Unis
| no d'épisode | Titre original               | Titre français                | Chaîne | Date de diffusion originale | Audience (en millions de téléspectateurs) | Pdm sur les 18-49 ans |
| ------------ | ---------------------------- | ----------------------------- | ------ | --------------------------- | ----------------------------------------- | --------------------- |
| 1            | Strangers                    | Destins croisés               | NBC    | 24 septembre 2019           | 7.88                                      | 1.8                   |
| 2            | The Pool: Part Two           | Nouvelle journée à la piscine | NBC    | 1er octobre 2019            | 7.44                                      | 1.7                   |
| 3            | Unhinged                     | Perte de contrôle             | NBC    | 8 octobre 2019              | 7.25                                      | 1.6                   |
| 4            | Flip a Coin                  | La Force d'une décision       | NBC    | 15 octobre 2019             | 6.72                                      | 1.5                   |
| 5            | Storybook Love               | Repas de fête                 | NBC    | 22 octobre 2019             | 7.06                                      | 1.6                   |
| 6            | The Club                     | Bienvenue au club             | NBC    | 29 octobre 2019             | 6.76                                      | 1.4                   |
| 7            | The Dinner and the Date      | Dîner sans connivence         | NBC    | 5 novembre 2019             | 6.72                                      | 1.3                   |
| 8            | Sorry                        | Mauvais timing                | NBC    | 12 novembre 2019            | 7.10                                      | 1.4                   |
| 9            | So Long, Marianne            | Traditionnel thanksgiving     | NBC    | 19 novembre 2019            | 7.30                                      | 1.5                   |
| 10           | Light and Shadows            | Titre français inconnu        | NBC    | 14 janvier 2020             | 6.71                                      | 1.5                   |
| 11           | A Hell of a Week: Part One   | Titre français inconnu        | NBC    | 21 janvier 2020             | 6.59                                      | 1.4                   |
| 12           | A Hell of a Week: Part Two   | Titre français inconnu        | NBC    | 28 janvier 2020             | 6.42                                      | 1.3                   |
| 13           | A Hell of a Week: Part Three | Titre français inconnu        | NBC    | 11 février 2020             | 6.40                                      | 1.4                   |
| 14           | The Cabin                    | Titre français inconnu        | NBC    | 17 février 2020             | 6.46                                      | 1.3                   |
| 15           | Clouds                       | Titre français inconnu        | NBC    | 25 février 2020             | 6.98                                      | 1.4                   |
| 16           | New York, New York, New York | Titre français inconnu        | NBC    | 10 mars 2020                | 5.62                                      |                       |
| 17           | After the Fire               | Titre français inconnu        | NBC    | 17 mars 2020                | 7.07                                      |                       |
| 18           | Strangers: Part Two          | Titre français inconnu        | NBC    | 24 mars 2020                | 7.85                                      |                       |